# 白宮交通局
白宮交通局（英語：White House Transportation Agency，縮寫：WHTA），根據白宮軍事辦公室的指示，白宮交通局的職員都是美國陸軍士官，履行著白宮進出機動車輛相關職責。他們提供包括總統家人、白宮工作人員、第一家庭的官方訪客和全面的交通服務，並且負責駕駛裝甲車、準備空軍一號起飛以及駕駛美國總統座車等任務 。

## 外部連結
- 官方網站 （页面存档备份，存于）
- 關於白宮交通局 （页面存档备份，存于）